# آلا ساهاکیان
آلا والریی ساهاکیان (ارمنی: Ալլա Վալերիի Սահակյան؛ انگلیسی: Alla Sahakian؛ ۸ نوامبر ۱۹۸۲) یک بازیگر و خواننده اهل ارمنستان است. وی از سال میلادی تا کنون فعالیت می‌کند.

## زندگی‌نامه
وی در ۸ نوامبر ۱۹۸۲ در ایروان به دنیا آمد و از انستیتو دولتی سینما و تئاتر ایروان (۲۰۰۳–۱۹۹۹) و کنسرواتوار دولتی کومیتاس ایروان فارغ‌التحصیل شد. گاری کئوسایان همسر وی می‌باشد. وی در تئاتر هامازگایین (۲۰۰۳) و کنسرواتوار دولتی کومیتاس ایروان (۲۰۰۳) فعالیت می‌کند.

## گزیده فیلمشناسی
از فیلم‌ها یا برنامه‌های تلویزیونی که وی در آن نقش داشته است می‌توان به گمشده و پیداشده در ارمنستان اشاره کرد.